# Nenezi Dağ
Nenezi Dağ ist ein Vulkan im Taurusgebirge in der südlichen Türkei. Er liegt 1 km östlich des Dorfes Berkalar, 14 km nordwestlich des Göllü Dağ.
Der hier vorkommende Obsidian wurde seit dem Paläolithikum zur Werkzeugherstellung genutzt.

## Obsidianvorkommen
Die Obsidianvorkommen wurden 2007 und 2008 durch Feldbegehungen untersucht. Seit 2010 werden der nördliche und südliche Hang systematisch auf archäologische Fundplätze untersucht. Der Obsidian ist überwiegend grünlich gestreift, daneben kommen rote, rotbraune und braune Varietäten vor. Chemische Analysen des Obsidians wurden durch Blackman publiziert.
Der Obsidian wurde unter anderem in der neolithischen Fundstelle von Çakılbaşı am Fuße des Berges weiter verarbeitet.

## Funde
Obsidian vom Nenezi Dağ wurde unter anderem in der Höhle von Öküzini, dem akeramischen Musular, in Aşıklı Höyük und in Çatal Höyük gefunden, aber auch in neolithischen Fundstellen in Syrien und der Levante, z. B. Beisamoun und Tel Mevorakh.